# 다케나카 고키
다케나카 고키(일본어: 竹中 公基, 1992년 9월 8일 ~ )는 일본의 축구 선수이다.

## 구단 경력
그는 2011년부터 2017년까지 J리그의 도쿄 베르디, 브리오베카 우라야스, 도치기 SC에서 활동하였다.